# کنسرسیوم بین‌المللی صدور گواهینامه امنیتی سامانه‌های اطلاعاتی

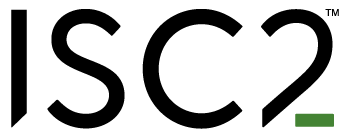
International Information Systems Security Certification Consortium

کنسرسیوم بین‌المللی صدور گواهینامه امنیتی سامانه‌های اطلاعاتی (به انگلیسی: International Information Systems Security Certification Consortium) یک سازمان غیرانتفاعی است که در سال ۱۹۸۹، با همکاری چند سازمان فعال در زمینهٔ امنیت اطلاعات، تحت نام دسته‌بندی استاندارد بین‌المللی تحصیلات ²(ISC) بنا نهاده شد و هدف آن ارایهٔ استانداردهای حفاظت از اطلاعات و آموزش، همراه با ارایهٔ مدرک مربوط به افراد آموزش‌دیده‌است.

## مدارک مؤسسه
- CISSP
- SSCP
- CAP
- CSSLP
- CISSP Concentrations
- CCFP